# 自治体OSSキット
自治体OSSキット (e-Government Open Source Software kit) は、徳島県庁で開発され実際に使用されているJoruri等のシステム群をオープンソース等のライセンスで提供し、各自治体において導入しやすくパッケージングしたものである。含まれるパッケージはコンテンツ管理システムである「Joruri CMS」、ウェブ型グループウェアの「Joruri Gw」、ウェブ型メーラーの「Joruri Mail」、SNS機能とプロジェクト管理機能を併せ持つ「Joruri Plus+」、ビデオ共有システムの「Joruri Video」、オンラインストレージであるDECO（読み：デコ）、内部統制管理ツールであるAi（読み：アイ「藍の意」）である。Aiは中核となるソフトウェア資産管理システムである「AiSAM」、Linuxファイルサーバ管理システムである「AiFSS」、LDAP認証基盤管理を行う「AiLMS」がある。（徳島県ホームページに掲載されている自治体OSSキットのパンフレットから引用。）

自治体OSSキットを利用すると、自治体においては、従来、高額のコストがかかるこれらのシステム投資を低額に抑えることができ、迅速にシステム構築や内容が充実したシステムとすることが可能となるため、本来業務である住民サービスに還元することが可能となるメリットがある。

## 開発経緯
自治体OSSキットは、徳島県が徳島県内の地場ベンダーと開発してきたシステム群であるJoruri,DECO,Aiについて、自治体での普及を促進するにあたり、各自治体におけるシステムの全体最適化に関する観点から、統合的に自治体OSSキットについてシステムが導入できるようにするため徳島県と開発元のベンダーが協議し、多くの自治体で汎用的に利用できる形でシステム調整を図ってきたものである。

自治体OSSキット発表の以前から、徳島県においては、JoruriやDECOなどのソフトウェアをGNU General Public Licenseなどのオープンソースとして提供してきた経緯があるが、自治体OSSキットはその集大成ともいうべきものである。

## 特徴
- 開発言語はRubyで書かれたRuby on Rails、データベースにMySQLやMongoDBを採用するなど、多くはオープンソースで構成されているためライセンス料が不要である。
- 元々、徳島県庁のためのシステムとして開発されている経緯から、自治体向けとして最適化されているため、カスタマイズをあまりしなくても使用できるメリットがある。
- 自治体OSSキットに含まれる各パッケージは単独でも複数でも任意の組み合わせて導入できる。ユーザである自治体が自由に組み立てることができる仕組みため「キット」の名称が付いた経緯がある。

## 歴史
- 2012年11月08日、Joruri Plus+及びJoruri Videoをオープンソースとして公開
- 2012年02月23日、Joruri Gwが第4回フクオカRuby大賞優秀賞を受賞
- 2011年10月07日、徳島県と開発元3社による製品を自治体OSSキットと命名し普及活動を開始
- 2011年05月23日、Joruri Gwをオープンソースとして公開
- 2011年03月23日、Joruri Mailをオープンソースとして公開
- 2011年03月10日、Joruri CMSが第3回フクオカRuby大賞優秀賞を受賞
- 2010年09月30日、オンラインストレージDECOをオープンソースとして公開
- 2010年03月23日、Joruri CMSをオープンソースとして公開
- 2009年10月26日、徳島県ホームページがJoruri CMSでリニューアルされ運用開始